# Эрмерт, Херберт
Херберт Эрмерт (нем. Herbert Ermert; 17 декабря 1936 — 13 января 2024) — немецкий дирижёр.
Начал свою дирижёрскую карьеру в Зигене, возглавив в 1969 г. хор городской филармонии (которым руководил до 2000 года) и городской камерный оркестр «Collegium Musicum» (до 1978 г., затем вновь руководил им в 1998—2006 гг., заметно расширив и состав коллектива, и его репертуар). Одновременно в 1972—1986 гг. был художественным руководителем Инструментального ансамбля Рейнланд-Пфальца в Майнце, в 1976—1990 гг. возглавлял Боннский Баховский хор, обогатив репертуар этого коллектива такими произведениями, как Te Deum Гектора Берлиоза, Симфония псалмов Игоря Стравинского, «Юдифь» Артюра Онеггера. Кроме того, в 1986—2000 гг. Эрмерт был дирижёром Хоровой капеллы Цандерс из Бергиш-Гладбаха.
Во главе Хора Зигенской филармонии записал альбом традиционной еврейской церковной музыки «Песни из синагоги» (нем. Gesänge aus der Synagoge; 1994). Вместе с тем же хором и Филармоническим оркестром Южной Вестфалии Эрмерт записал также альбом с Реквиемом Луиджи Керубини и Реквиемом Антона Брукнера (2006).
В 1991—1995 гг. возглавлял Зигенскую школу музыки.
Награждён Кавалерским крестом ордена «За заслуги перед Федеративной Республикой Германия».